# جان ئی. کولهون
جان ئی. کولهون (به انگلیسی: John Ewing Colhoun) سناتور سابق عضو حزب دموکرات-جمهوری‌خواه بود. وی در سال ۱۸۰۱ تا ۱۸۰۲ میلادی سناتور ایالت کارولینای جنوبی در سنای ایالات متحده آمریکا بود.